# Праґа (Поддембицький повіт)
Праґа (пол. Praga) — село в Польщі, у гміні Поддембиці Поддембицького повіту Лодзинського воєводства.
Населення — 474 особи (2011).
У 1975-1998 роках село належало до Серадзького воєводства.

## Демографія
Демографічна структура станом на 31 березня 2011 року:
|          | Загалом | Допрацездатний вік | Працездатний вік | Постпрацездатний вік |
| -------- | ------- | ------------------ | ---------------- | -------------------- |
| Чоловіки | 230     | 60                 | 150              | 20                   |
| Жінки    | 244     | 45                 | 144              | 55                   |
| Разом    | 474     | 105                | 294              | 75                   |